# خانه (مجموعه تلویزیونی)
خانه (لهستانی: Dom) یک مجموعهٔ تلویزیونی درام تاریخی لهستانی است که در سال ۱۹۸۰ منتشر شد. این مجموعه، داستان زندگی ساکنان یک خانه مسکونی در خیابان «زِوُتا» در ورشو را مابین سال‌های ۱۹۴۵ تا ۱۹۸۰ روایت می‌کند.

## گزیدهٔ بازیگران
- توماش بورکووی
- هانا لاخمن
- دانیل اولبریخسکی
- کشیشتف پیه‌چینسکی
- توماش مندژاک
- یوزف نوواک
- باربارا راخوالسکا
- ریشارد باچیارلی
- ماچئی دامینتسکی
- داریا ترافانکوفسکا
- ائوگنیوش کامینسکی
- ماریان وانچ
- یاتسک دوماینسکی
- کریستینا رودکوفسکا-اوله‌ویچ
- یولانتا ژوئوموفسکا
- ماوگوژاتا بوگداینسکا
- استانیسواف زاچیک
- آندژی نیمیرسکی
- استانیسواف باناشوک
- آرتور یانوشاک
- آندژی گرابارچیک
- یوزف نالبرچاک
- تادئوش هانوسِک
- یاتسک بورکوفسکی
- زوفیا ریشووْنا
- روبرت روگالسکی
- یانوش بوکوفسکی
- کاژیمیش ویسوتا
- آنا چیه‌پیلفسکا
- وویچیخ ویسوتسکی
- چسواف لاسوتا
- مارتسل شِـتِن‌خِلم
- مارتا کلوبوویچ
- داریوش بیسکوپسکی
- یوآنا پاتسوا
- کشیشتف گُشتیوا
- کریستینا کوئوجِـیچیک
- میخاو برایتن‌والد
- کشیشتف کوئوباشوک
- هالینا روویتسکا
- گژگوش کووالچیک
- توماش زالیفسکی
- آنا میلفسکا
- گژگوش ماوِتسکی
- اِوا سِـروا
- واتسواف کووالسکی
- بارتوش ابوخوویچ
- مونیکا کفیاتکوفسکا
- پاوئو توخولسکی
- برنارد کراوچیک
- یولانتا فراشینسکا
- ماچئی کوزووفسکی
- اوا گاوریلوک
- کاتاژینا هرمان
- هنریک بیستا
- زیگمونت مالانوویچ
- لئونارد آندژیفسکی
- هلنا کوالچیکووا
- زبیگنیف بوچکوفسکی
- ماگدالنا استوژینسکا-براوئر
- یژی تورِک
- آگنیشکا کوتولانکا
- ویرگیلیوش گرین
- یوانا اشتپکوفسکا
- مارک بوکوفسکی
- ماگدالنا وویچیک
- آدام فرنتسی
- کشیشتف تینیـِتس
- ادیتا اولشوفکا
- بارتوش ژوکوفسکی
- بوژنا دیکل
- یان انگلرت
- ماریا چونلیس
- تادئوش یانچار
- باربارا سووتیشیک
- امیل کاراویچ
- استانیسواف باریا
- آندژی زائورسکی
- ویتولد پیرکوش
- هنریک گوونبیفسکی
- مارچین ترونسکی
- هانا اشلشینسکا
- میه‌چیسواف خرینیه‌ویچ
- یژی بونچاک
- ایگور اشمیاووفسکی
- آنا رومانتوفسکا
- اِوا کانیا
- اِوا لِمانسکا
- پیوتر فرونچوسکی
- یانوش کوئوشینسکی
- ریشارد کوتیس
- کشیشتف کُلبرگر
- اِوا بواشچیک
- تادئوش اومنیتسکی
- امیلیا کراکوفسکا
- بوهدان وازوکا
- استانیسواف گاولیک
- آرتور بارچیش
- آندژی گاورونسکی
- آنا چیترو
- آندژی فدوروویچ
- ایزابلا اولِـینیک
- یژی موس
- مارچین چارنیک
- ماریان روئوکا
- یان پنچک
- مارچین دوروچینسکی
- اِوا ژِنتک
- ماوگوژاتا لیپمان
- استانیسواف نیوینسکی
- یاتسک بورتسوخ
- جک رکنیتس
- آگنیشکا دیگانت
- یان ویچورکوفسکی
- پیوتر شفدس
- زوفیا پرچینسکا
- یوستینا دوتسکا
- پیوتر گرابوفسکی
- استانیسواف یاسکوئوکا
- پیوتر چیرووس
- استفان اشمیت